# Liste de galaxies irrégulières
Voici une liste de galaxies irrégulières, classée par ordre alphabétique de constellations.
| numéro | image | nom                              | numéro de catalogue | type                                                                                         | constellation    | découverte par         |
| ------ | ----- | -------------------------------- | --- | -------------------------------------------------------------------------------------------- | ---------------- | ---------------------- |
| 1      |       | Andromeda IV                     | PGC 2544 | Galaxie irrégulière Galaxie naine                                                            | Andromède        | Sidney van den Bergh   |
| 2      |       | Galaxie de Wolf-Lundmark-Melotte | PGC 143 UGCA 444 MCG-03-01-015                                                                                               | Galaxie irrégulière Galaxie à faible brillance de surface                                    | Baleine          | Max Wolf               |
| 3      |       | IC 1613                          | IC 1613 PGC 3844 UGC 668 MCG+00-03-070 IRAS F01024+0153                                                                      | Galaxie irrégulière Galaxie naine                                                            | Baleine          | Max Wolf               |
| 4      |       | NGC 1156                         | NGC 1156 PGC 11329 UGC 2455 MCG+04-08-006 CGCG 485-006 IRAS 2567+2502                                                        | Galaxie irrégulière                                                                          | Bélier           | William Herschel       |
| 5      |       | Dwingeloo 2                      | LEDA 101304 | Galaxie irrégulière                                                                          | Cassiopée        |                        |
| 6      |       | IC 10                            | IC 10 PGC 1305 UGC 192 MCG+10-01-001                                                                                         | Galaxie irrégulière Galaxie naine                                                            | Cassiopée        | Lewis Swift            |
| 7      |       | NGC 4214                         | NGC 4214 PGC 39225 UGC 7278 MCG+06-27-042 CGCG187-032 IRAS 12131+3636                                                        | Galaxie irrégulière                                                                          | Chiens de chasse | William Herschel       |
| 8      |       | ESO 358-60                       | | Galaxie irrégulière                                                                          | Éridan           |                        |
| 9      |       | NGC 1427A                        | NGC 1427A ESO 358-49 PGC 13500 MCG-06-09-016 GSC 07034-00719 ESO-LV 358-0490                                                 | Galaxie irrégulière                                                                          | Éridan           |                        |
| 10     |       | NGC 1569                         | NGC 1569 PGC 15345 UGC 3056 MCG+11-06-001 CGCG306-001 IRAS04260+6444 ARP 210                                                 | Galaxie irrégulière                                                                          | Girafe           | William Herschel       |
| 11     |       | Grand Chien                      | | Galaxie irrégulière Galaxie naine                                                            | Grand Chien      |                        |
| 12     |       | UGC 4305                         | UGC 4305 Holmerg II | Galaxie irrégulière Galaxie naine                                                            | Grande Ourse     |                        |
| 13     |       | Holmberg IX                      | Holmberg IX PGC 28757 UGC 5336 MCG+12-10-012                                                                                 | Galaxie irrégulière Galaxie naine                                                            | Grande Ourse     | Sidney van den Bergh   |
| 14     |       | I Zwicky 18                      | I Zwicky 18 PGC 27182 UGCA 116 MRK 116                                                                                       | Galaxie irrégulière                                                                          | Grande Ourse     | Fritz Zwicky           |
| 15     |       | IC 5152                          | IC 5152 PGC 67908 ESO 237-027 IRAS 21594-5132                                                                                | Galaxie irrégulière                                                                          | Indien           | DeLisle Stewart        |
| 16     |       | NGC 7250                         | NGC 7250 PGC 68535 UGC 11980 MCG +7-45-024 CGCG 530-022 MRK 907                                                              | Galaxie irrégulière                                                                          | Lézard           | William Herchel        |
| 17     |       | Leo A                            | Leo A PGC 28868 UGC 5364 MCG+05-24-008 CGCG153-010                                                                           | Galaxie irrégulière Galaxie naine                                                            | Lion             | Fritz Zwicky           |
| 18     |       | NGC 6240                         | NGC 6240 IC 4625 PGC 59186 UGC 10592 MCG+00-43-004 IRAS F16504+0228 IRAS 16504+0228 IRAS 1650+024P04 2MASX J16525886+0224035 | Galaxie irrégulière Galaxie lumineuse en infrarouge Galaxie à sursaut de formation d'étoiles | Ophiuchus        | Édouard Stephan        |
| 19     |       | NGC 7292                         | NGC 7292 PGC 68941wbr />UGC 12048 MCG+05-53-003 CGCG 495-003 IRAS 22261+3002                                                 | Galaxie irrégulière barrée                                                                   | Pégase           | Édouard Stephan        |
| 20     |       | Poissons                         | PGC 3792 | Galaxie irrégulière Galaxie naine                                                            | Poissons         |                        |
| 21     |       | Galaxie de Barnard               | NGC 6822 IC 4895 PGC 63616 MCG -02-50-066                                                                                    | Galaxie irrégulière barrée Galaxie naine                                                     | Sagittaire       | Edward Emerson Barnard |
| 22     |       | Sagittaire                       | SagDIG | Galaxie irrégulière Galaxie naine Galaxie à faible brillance de surface                      | Sagittaire       |                        |
| 23     |       | Sextans A                        | PGC 29653 UGCA 205 MCG-01-26-30                                                                                              | Galaxie irrégulière Galaxie naine                                                            | Sextant          | Fritz Zwicky           |
| 24     |       | Sextans B                        | PGC 28913 UGC 5373 MCG+01-26-005 CGCG 036-012                                                                                | Galaxie irrégulière Galaxie naine                                                            | Sextant          |                        |
| 25     |       | Petit Nuage de Magellan          | NGC 292 PGC 3085 ESO 29-21                                                                                                   | Galaxie irrégulière Galaxie naine                                                            | Toucan           | Amerigo Vespucci       |